# Майкл Маллен
Ма́йкл Ма́ллен повне ім'я — Ма́йкл Гле́н «Ма́йк» Ма́ллен (англ. Michael Glenn "Mike" Mullen; нар. 4 жовтня 1946, Лос-Анджелес, Каліфорнія) — американський воєначальник, заступник Керівника військово-морськими операціями США (2003—2004), Командувач об'єднаного командування ОЗС НАТО Неаполь (2004—2005), Командувач військово-морських сил США в Європі (2004—2005), Керівник військово-морськими операціями США (2005—2007), голова об'єднаного комітету начальників штабів (2007—2011), адмірал у відставці.

## Біографія

### Освіта
Майкл «Майк» Глен Маллен народився 4 жовтня 1946 року в Лос-Анджелесі (штат Каліфорнія, США). Він був старшим з п'яти дітей відомого голлівудського оглядача і представника зі зв'язків з громадськістю Джека Маллена і Джейн Глен. 1964 року Майкл закінчив католицьку школу Notre Dame High School і вступив до Військово-морської Академії США, що в Аннаполісі. Ніхто з рідних не очікував, що Майкл обере кар'єру військового. Серед його однокурсників в Аннаполісі були майбутні сенатор від штату Вірджинія Джим Вебб, командувач збройними силами США в зоні Тихого океану Денніс Блер, керівник NASA Чарльз Болден і командувач Корпусу морської піхоти США Майкл Хейгі. За словами товаришів по службі, вони не уявляли собі, що Маллен зможе дослужитися до найвищої посади в американській армії.

### Кар'єра
У 1968 році Маллен закінчив академію
, а в лютому 1971 — школу ВМС з підготовки особового складу ескадрених міноносців (Naval Destroyer School). Маллен служив на есмінцях «Коллетт» (USS Collett DD-730) і «Бланді» (USS Blandy DD-943), брав участь у В'єтнамській війні.
У 1973 році в званні лейтенанта Маллен командував військовим танкером «Ноксубі» (USS Noxubee AOG-56). На посаді капітана Маллен ледь не згубив свою кар'єру: через його помилки танкер зіткнувся з буєм, отримавши незначні пошкодження. За словами Маллена цей інцидент навчив його бути відповідальнішим. Як наслідок, йому знадобилось близько 5 років, аби відновити репутацію.
З 1975 року по 1978-й він був помічником начальника Військово-морської Академії. У 1978-1981 роках отримав звання старшого лейтенанта і служив головним інженером на борту крейсера «Фокс» (USS Fox CG-33). 1979 року брав участь в операції «Орлиний кіготь», метою якої був порятунок 53 заручників з посольства США в Тегерані. Згодом служив на есмінці «Стеретт» (USS Sterett CG-31), отримавши за підсумками служби в 1983 році звання капітана-лейтенанта.
У 1985 році Маллен отримав диплом магістра за спеціальністю «дослідження операцій» у вищій школі військово-морських сил США (Naval Postgraduate School) в Монтереї і в червні 1985 року був призначений капітаном ракетного есмінця «Голдсборо» (USS Goldsborough DDG-20), яким командував до жовтня 1987 року.
У 1987 році він здобув нагороду за прояв лідерських якостей і був призначений директором курсів командирів дивізіону в школі офіцерів з бойових дій надводних сил (Surface Warfare Officer's School). З 1989 по 1991 роки капітан Маллен працював в секретаріаті міністра оборони Річарда Чейні. 1991 року Маллен закінчив курси з адміністрування в Гарвардській школі бізнесу (Harvard Business School).

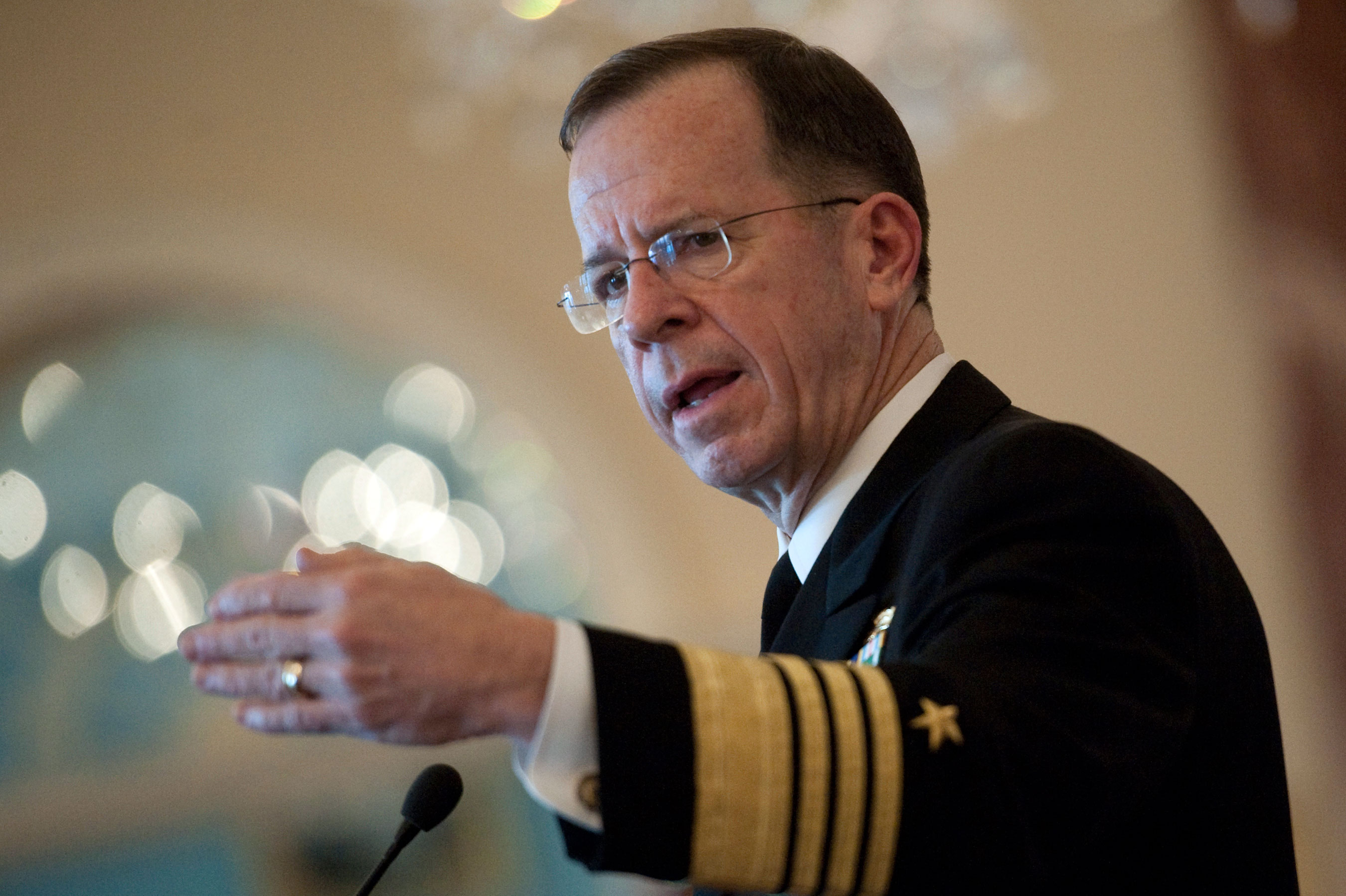
Майкл Маллен (2011, Держдепартамент США)

З 1991 по 1994 рік Маллен командував ракетним крейсером «Йорктаун» (USS Yorktown CG-48). Пізніше працював в Головному управлінні особового складу ВМС і займав ряд постів в Міністерстві оборони. 1996 року він отримав звання молодшого контр-адмірала і був призначений командувачем другої експедиційної ударної групи (бойової групи авіаносця «Джордж Вашингтон»), яка в листопаді 1997 року проводила навчання в Перській затоці. У травні 1998 року Маллен був призначений директором відділення наземних озброєнь ВМС США, а восени отримав звання старшого контр-адмірала.
У 2000 році Маллен отримав звання віце-адмірала і був призначений командувачем другого флоту США (сфера відповідальності  — Атлантичний океан).
У серпні 2001 року він став заступником керівника військово-морськими операціями, а в 2003 році був підвищений до посади першого заступника і отримав звання адмірала. З жовтня 2004 року по липень 2005-й Маллен був командувачем ВМС США в Європі, одночасно обіймаючи посаду командувача об'єднаного командування ОЗС НАТО Неаполь. 2005 року призначений на найвищу офіцерську посаду ВМС США, ставши керівником військово-морськими операціями США.
У червні 2007 року Президент США Джордж Буш-молодший висунув Маллена на найвищу армійську посаду голови Об'єднаного комітету начальників штабів США. У серпні того ж року він був затверджений Сенатом і розпочав виконувати обов'язки 1 жовтня
.
У серпні 2009 року Маллен, який раніше висловлював підтримку новому Президентові США Бараку Обамі за його прагнення закрити в'язницю Гуантанамо і налагодити стосунки з Іраном
, несподівано розкритикував висунуту Обамою концепцію «стратегічного діалогу» (strategic communication) з ісламським світом. Він підкреслив, що через те, що слова представників США нерідко розходяться з їх діями, в країнах Близького Сходу відсутня довіра до будь-яких заяв з боку американської адміністрації
.
30 вересня 2011 року Маллен подав у відставку.

## Сім'я

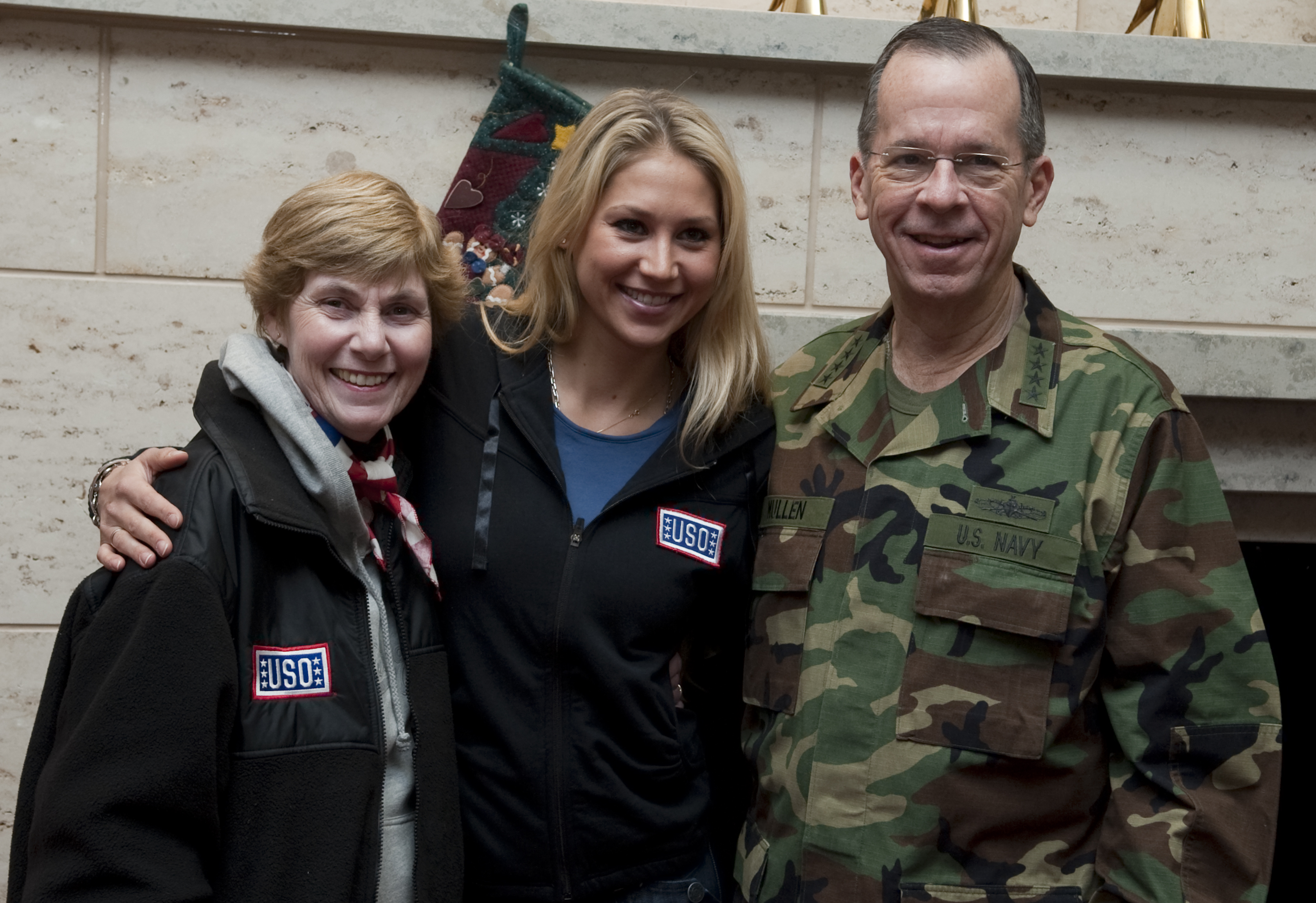
Подружжя Маллени з Анною Курниковою (у центрі)

Під час навчання в Академії Маллен познайомився з Деборою Морган. Пізніше вони одружились. Мають двох синів — Майкла Едварда та Джона Стюарта, які обидва служать в американському флоті.

## Нагороди

### Вітчизняні[20]
| Стрічка | Назва                                          |
|         | Медаль за видатну службу в Збройних силах      |
|         | Медаль «За видатні заслуги»                    |
|         | Медаль за відмінну службу в Збройних силах США |
|         | Легіон Заслуг                                  |
|         | Медаль за похвальну службу                     |
|         | Похвальна медаль                               |
|         | Медаль за досягнення                           |
|         | Подяка частині військово-морського флоту       |
|         | Відзнака за видатні заслуги                    |
|         | Експедиційна медаль ВМС                        |
|         | Медаль за службу національній обороні          |
|         | Експедиційна медаль США                        |
|         | Медаль за службу у В'єтнамі                    |
|         | Медаль за службу у війні з тероризмом          |
|         | Медаль за гуманітарну допомогу                 |
|         | Відзнака за службу в морі                      |
|         | Відзнака за службу за кордоном                 |

### Іноземні
| Стрічка | Назва                                            |
|         | Медаль НАТО                                      |
|         | Орден за заслуги (Чилі)                          |
|         | Орден «За заслуги перед Італійською Республікою» |
|         | Орден Почесного легіону (Франція)                |
|         | Орден Австралії                                  |
|         | Орден «За заслуги перед ФРГ»                     |
|         | Хрест «За хоробрість» (В'єтнам)                  |
|         | Медаль І ступеня (В'єтнам)                       |
|         | Хрест «За службу» (В'єтнам)                      |
|         | Медаль в'єтнамської кампанії                     |